# 尾花沢派出所襲撃事件
尾花沢派出所襲撃事件（おばなざわはしゅつじょしゅうげきじけん）とは、1947年（昭和22年）10月20日に、山形県北村山郡尾花沢町（現尾花沢市）で発生した事件。

## 事件の発端
山形県警察部では、ヤミ米の断固取り締まりを実施していたが、在日朝鮮人たちは捜査の網をかいくぐり、ヤミ米を出荷していた。

## 事件の概要
1947年10月20日、朝鮮人7人は警察によるヤミ米摘発の鬱憤を晴らすべく、派出所の襲撃を計画し、午後3時頃に楯岡警察署（現在の村山警察署）の尾花沢派出所に乗り込んだ。警察官が不在だったため、派出所内の器物を破壊し、門標を取り外した後引き揚げた。
その後、外出から戻った警察官が、派出所内の惨状を見て驚き、直ちに署に連絡した。その直後、前述の朝鮮人7人と他の朝鮮人30人が派出所を取り囲み、火鉢を投げつけるなどの暴行を働いた。楯岡警察署は隣接の新庄警察署や進駐軍の応援も得て、29人を逮捕した。

## その後の顛末
これらの逮捕者は、暴力行為等処罰ニ関スル法律違反容疑で10月23日に送検された。